# Międzynarodowy Festiwal Sztuki na Bilbordach w Toruniu
Międzynarodowy Festiwal Sztuki na Bilbordach w Toruniu – festiwal odbywający się od 2008 roku w Toruniu, którego ideą jest prezentacja i popularyzacja sztuki na bilbordach. W ramach festiwalu prezentowane są prace artystów na bilbordach oraz prowadzone są spotkania z artystami, teoretykami sztuki i kuratorami, gdzie prowadzone są dyskusję nad kulturą współczesną oraz prezentowane projekty i dokumentacje działań w przestrzeni publicznej. Organizatorami Festiwalu są Galeria Rusz i Fundacja Rusz.